# Amblypodia minnetta
Amblypodia minnetta är en fjärilsart som beskrevs av Butler 1882. Amblypodia minnetta ingår i släktet Amblypodia och familjen juvelvingar. Inga underarter finns listade i Catalogue of Life.